# Demonax sauteri
Demonax sauteri är en skalbaggsart som beskrevs av Masaki Matsushita 1933. Demonax sauteri ingår i släktet Demonax och familjen långhorningar.
Artens utbredningsområde är Taiwan. Inga underarter finns listade i Catalogue of Life.